# Bolgarija na Pesmi Evrovizije
Bolgarija se je Pesmi Evrovizije prvič udeležila leta 2005. Bolgarija je namreč postala članica Evropske radiodifuzne zveze šele konec leta 2004 in članstvo je pogoj za nastop na evrovizijskem festivalu.
Prvič jo je zastopala jazzovska skupina Kaffe, ki se ni uvrstila v finale. Na Pesmi Evrovizije 2007 se je Bolgariji prvič uspelo uvrstiti v finale, kjer je dosegla 5. mesto. Njihova najboljša uvrstitev je iz leta 2017, ko jih je zastopal Kristian Kostov in so bili drugi. 

## Bolgarski predstavniki
Legenda
| Leto | Izvajalec                 | Jezik                   | Skladba                         | Finale             | Točke              | Polfinale          | Točke              |
| ---- | ------------------------- | ----------------------- | ------------------------------- | ------------------ | ------------------ | ------------------ | ------------------ |
| 2005 | Kaffe                     | angleščina              | "Lorraine"                      | brez finala        | brez finala        | 19.                | 49                 |
| 2006 | Mariana Popova            | angleščina              | "Let Me Cry"                    | brez finala        | brez finala        | 17.                | 36                 |
| 2007 | Elica & Stojan            | bolgarščina             | "Water"                         | 5.                 | 157                | 6.                 | 146                |
| 2008 | Deep Zone & Balthazar     | angleščina              | "DJ, Take Me Away"              | brez finala        | brez finala        | 11.                | 56                 |
| 2009 | Krassimir Avramov         | angleščina              | "Illusion"                      | brez finala        | brez finala        | 16.                | 7                  |
| 2010 | Miro                      | angleščina              | "Angel si ti" (Ангел си ти)     | brez finala        | brez finala        | 15.                | 19                 |
| 2011 | Poli Genova               | bolgarščina             | "Na inat" (На инат)             | brez finala        | brez finala        | 12.                | 48                 |
| 2012 | Sofi Marinova             | bolgarščina             | "Love Unlimited"                | brez finala        | brez finala        | 11.                | 45                 |
| 2013 | Elica & Stojan            | bolgarščina             | "Samo šampioni" (Само шампиони) | brez finala        | brez finala        | 12.                | 45                 |
| 2016 | Poli Genova               | angleščina, bolgarščina | "If Love Was a Crime"           | 4.                 | 307                | 5.                 | 220                |
| 2017 | Kristian Kostov           | angleščina              | "Beautiful Mess"                | 2.                 | 615                | 1.                 | 403                |
| 2018 | Equinox                   | angleščina              | "Bones"                         | 14.                | 188                | 7.                 | 177                |
| 2020 | VICTORIA                  | angleščina              | "Tears Getting Sober"           | festival odpovedan | festival odpovedan | festival odpovedan | festival odpovedan |
| 2021 | VICTORIA                  | angleščina              | "Growing Up Is Getting Old"     | 11.                | 170                | 3.                 | 274                |
| 2022 | Intelligent Music Project | angleščina              | "Intention"                     | brez finala        | brez finala        | 16.                | 29                 |

1. ↑  Vsebuje tudi nekaj fraz v arabščini, azerbajdžanščini, angleščini, francoščini, grščini, italijanščini, romunščini, srbohrvaščini, španščini in turščini.